# Церковь Святых Петра и Павла (Элк)
Церковь святых апостолов Петра и Павла (пол. Cerkiew Świętych Apostołów Piotra i Pawła) — православная церковь, находящаяся в городе Элк, Польша. Церковь входит в белостокский деканат Белостокско-Гданьской епархии Польской православной церкви. Храм располагается на улице Марии Конопницкой, 9.

## История
Храм располагается в бывшем здании госпиталя, построенном в начале XX столетия. В 1957 году в Элке был основан приход Польской православной церкви. В 1958—1959 гг. здание было передано православной общине Элка и оно было приспособлено для православной литургии.